# TAAR1
Trag amin-asocirani receptor 1 je protein koji je kod ljudi kodiran TAAR1 genom.
Trag amin-asocirani receptor 1 se aktivira aminom. On je G protein spregnuti receptor (GPCR) koji je lociran na neuronskim presinaptičkim membranama i na pojedinim limfocitima. TAAR1 su otkrile 2001 dve nezavisne grupe istraživača, Borovski et al. i Bunzov et al. TAAR1 je jedan od 15 otkrivenih trag amin-asociranih receptora, koji su dobili ime po njihovoj sposobnosti da vezuju niske koncentracije endogenih monoamina zvanih trag amini. TAAR1 ima ključnu ulogu u regulaciji moždanih monoamina, a isto tako učestvuje u radu imunskog sistema.